# Zuhältertape Vol. 5
Zuhältertape Vol. 5 (auch ZHT5) ist das neunte Studioalbum des Rappers Kollegah. Es erschien am 8. Oktober 2021 über sein eigenes Label Alpha Music Empire. Es ist der fünfte Teil der Albumreihe.

## Hintergrund
Kollegah stellte 2005 sein erstes Zuhältertape ins Netz. Nach Boss der Bosse, Zuhältertape Volume 3 und Zuhältertape Vol. 4 erschien 2021 der fünfte Teil der Zuhältertape-Reihe. In dieser Albumreihe schlüpft Kollegah in die Rolle eines Zuhälters und erzählt dabei auf parodistische Weise von seinem angeblichen Alltag im Rotlichtmilieu. Diese Tapes gleichen laut Kollegah „Audio-Actionfilmen“ und sind auch als solche zu verstehen.

## Versionen
Neben der Standard-Version des Albums wurde eine limitierte Deluxe-Box veröffentlicht. In dieser ist die 17 Lieder umfassende Lyrik Lounge EP 2021 die neben weiteren Songs über verschiedene Berufe, sieben Zigarrenpausenbars und das Lied Universalgenie 2.0 enthält, das Zuhältertape 5 Buch, ein Einstecktuch, ein Kreditkartenetui, ein Poster, Manschettenknöpfe und ein Kugelschreiber enthalten.

## Covergestaltung
Die Fotos für das Booklet und das Zuhältertape 5 Buch wurden von Raphael Schmitz, Jan Saueressig und Niklas Janik geschossen.

## Vermarktung
Am 9. April 2021 startete Kollegah eine fünfmonatige Promophase mit der Veröffentlichung eines ersten Trailers, in dem ein erster Ausschnitt aus dem Lied Frühling zu hören war. Darauf folgten drei weitere Trailer mit weiteren Songausschnitten. Außerdem kündigte Kollegah am 21. Mai 2021 die Lyrik Lounge EP, welche in der Deluxe-Box des Hauptalbums enthalten ist, an. Lyrik Lounge war ein Format Kollegahs, welches während der Promophase zu seinem Album King regelmäßig auf seinem YouTube-Kanal erschienen ist und in dem er in die Rolle verschiedene Berufe und bekannter Persönlichkeiten schlüpft und diese aus der Sicht eines Rappers illustriert. Am 11. Juni 2021 wurde mit Rotlichtsonate die erste Videoauskopplung veröffentlicht. Die ganze Promophase über wurden mehrere verschiedene Vlogs und Promovideos veröffentlicht. Außerdem gab es noch Videoauskopplungen zu den Liedern Showtime Fourever, Zuhälteraura, Roid Rage (feat. Farid Bang) und Rotlichtmassaker 2 (feat. Sun Diego).

## Titelliste
| #  | Titel                  | Gastmusiker | Produzent(en)                                           | Länge |
| -- | ---------------------- | ----------- | ------------------------------------------------------- | ----- |
| 1  | Rotlichtsonate         |             | Johnny Illstrument, Joznez                              | 3:48  |
| 2  | Bosstradamus           |             | Johnny Illstrument                                      | 3:54  |
| 3  | Mafiadynastien         |             | Johnny Illstrument, Juliane Hennenberg                  | 3:51  |
| 4  | 21 Gramm               |             | Freshmaker, Yazuneh, Semibeatz                          | 3:50  |
| 5  | Vendetta Wetter        |             | Freshmaker, Semibeatz                                   | 3:03  |
| 6  | Rotlichtmassaker 2     | Sun Diego   | Digital Drama                                           | 4:20  |
| 7  | Mogul                  |             | Johnny Illstrument, Joznez                              | 3:14  |
| 8  | Showtime Fourever      |             | Freshmaker, Nouh, Semibeatz                             | 3:44  |
| 9  | Westside Reloaded      |             | Johnny Illstrument, Joznez, Toxik Tyson, Jetmir Sherifi | 3:57  |
| 10 | Rose Gold Chain        |             | M3                                                      | 3:40  |
| 11 | Angeberprollrap Deluxe |             | Freshmaker                                              | 5:01  |
| 12 | Zuhälteraura           |             | Johnny Illstrument, Worek                               | 4:05  |
| 13 | Betonfassaden          |             | Johnny Illstrument                                      | 3:47  |
| 14 | Hoodtales V            |             | Johnny Illstrument, Toxik Tyson                         | 4:10  |
| 15 | Weisser Winter         |             | Phat Crispy, Ear2TheBeat                                | 3:35  |
| 16 | Crimelords             |             | Johnny Illstrument, Fridz, Absolute, Fade               | 3:28  |
| 17 | Angel Dust             |             | Phat Crispy, Ear2TheBeat                                | 4:27  |
| 18 | Frühling               |             | Johnny Illstrument, Joznez                              | 3:22  |
| 19 | Roid Rage              | Farid Bang  | Freshmaker, Dinski, 2Bough                              | 3:02  |
| 20 | Kokasinfonie (Outro)   |             | Johnny Illstrument, Joznez                              | 8:09  |

| #  | Titel                | Länge |
| -- | -------------------- | ----- |
| 1  | Lyrik Lounge (Intro) | 4:41  |
| 2  | Der Zocker           | 2:05  |
| 3  | Zigarrenpausenbars 1 | 4:21  |
| 4  | Der Immobilienmakler | 2:06  |
| 5  | Zigarrenpausenbars 2 | 4:48  |
| 6  | Der Bäcker           | 1:55  |
| 7  | Zigarrenpausenbars 3 | 5:21  |
| 8  | Der Coach            | 3:06  |
| 9  | Zigarrenpausenbars 4 | 5:08  |
| 10 | Der Personenschützer | 2:24  |
| 11 | Zigarrenpausenbars 5 | 5:53  |
| 12 | Der Metzger          | 2:30  |
| 13 | Zigarrenpausenbars 6 | 5:32  |
| 14 | Der Kater            | 2:44  |
| 15 | Zigarrenpausenbars 7 | 4:00  |
| 16 | Der Ritter           | 2:22  |
| 17 | Universalgenie 2.0   | 3:19  |

## Rezeption

### Rezensionen
Yannik Gölz von laut.de gab dem Album 3 von 5 Sternen, mit folgendem Fazit: „Es macht einen Heidenspaß, diese Teekesselchen-Reime jenseits jeder Bedeutung zusammenzuflicken. […] Man kann ihm nicht verübeln, auf Zuhältertape 5 schamlose Denkmalpflege zu betreiben. Er nimmt die besseren Episoden seiner Laufzeit, die besseren instrumentalen Entscheidungen, die besseren atmosphärischen Ideen, aber auch ein paar seiner solideren und konzentrierteren Flows und destilliert das, was er immer schon getan hat, auf ein Tape herunter. Für zwanzig Songs hat es aber ein paar Highlights zu wenig zu bieten. Mancher Moment, wie das Möchtegern-poetische Weißer Winter und der durch Länge blendende Outro Kokasymphonie klebt an schlechten alten Gewohnheiten. […] ZHT 5 der Ist-Wert seines musikalischen Schaffens – vielleicht ein bisschen zu nostalgisch selbstreferenziell und ein ganzes Stück zu lang, aber es erleichtert, ihn endlich wieder mehr oder weniger konsequent als humorvolle Person zu erleben.“

### Chartplatzierungen
Zuhältertape Vol. 5 erreichte in Deutschland Rang fünf der Albumcharts und platzierte sich eine Woche in den Top 10. In den deutschen Hip-Hop-Charts erreichte das Album die Chartspitze. Für Kollegah ist es das achte Nummer-eins-Album in den Hip-Hop-Charts, womit er zusammen mit Fler zu diesem Zeitpunkt Rekordhalter ist. In Österreich erreichte das Album mit Rang drei seine beste Platzierung. In der Schweiz erreichte das Album Rang zwei und musste sich lediglich Wenn die Kälte kommt von Santiano geschlagen geben.
Für Kollegah ist Zuhältertape Vol. 5 der 15. Charterfolg in den deutschen Albumcharts sowie jeweils der zwölfte in Österreich und der Schweiz. Er erreichte zum zwölften Mal die Top 10 in Deutschland, zum elften Mal in Österreich und zum achten Mal in der Schweiz.